# Мостиська
Мости́ська — місто в Україні, адміністративний центр Мостиської міської громади Яворівського району Львівської області.

## Географічне розташування
Місто Мостиська розташоване на березі річки Січна, у західній частині Сянсько-Дністровської вододільної рівнини, за 14 км від державного кордону з Польщею. Через місто пролягають автошляхи міжнародного значення М11, територіального значення Т 1415 та залізнична лінія Львів — Мостиська II і далі у напрямку польського міста Краків.

## Історія

### Галицько-Волинське князівство
Визначення першої письмової згадки про Мостиська можливе за умови наявності писемних джерел, які б не викликали сумніву. Як виявилось недавно — підтвердний документ про надання місту Магдебурзького права 1404 року виявився не найстаршим з документів, який згадує про Мостиська. Перша письмова згадка про Мостиська припадає на 1392 р. Про це виразно вказується у вступі до фонду № 35 (Мостиська книга), який знаходиться у Центральному державному історичному архіві України, у місті Львові.
У деяких місцевих виданнях, протягом попередніх років нав'язувалось твердження про те, що перша письмова згадка про Мостиська сягає 1244 року, проте це не відповідає дійсності.
Західні землі сучасної України, у тому числі край, що зветься Мостищиною, колись були частиною могутньої держави — Київської Русі.
Мостиська — одне з найдавніших міст українського Прикарпаття. Назва походить від слова «мости», які досі існують з усіх чотирьох сторін міста. Виникнувши на давньому важливому шляху із Західної Європи на Русь, у середні віки місто було значним торговим і ремісничим центром на західноукраїнських землях.

### У складі Королівства Польського та Речі Посполитої
У 1387 році галицькі землі були захоплені польськими магнатами. Пізніше Мостиська належали до Перемишльської землі Руського воєводства. Воєвода Петро, який походив із Мостиськ, 1392 року зібрав військовий загін і відвоював на деякий час від окупантів Перемишль, Ярослав, Львів та Галич.
У 1404 році місту надано магдебурзьке право. Як і кожне місто, яке користувалося цим правом, Мостиська мали типову забудову: в центрі — ринок з ратушею, від нього у всі чотири сторони прямі вулички. Щотижня відбувалися торги й один раз на рік — великий ярмарок, які сприяли зростанню міста, розвитку ремесла і торгівлі. В середні віки місто було добре укріплене, мало довкола рови, мури, вали, які захищали населення від ворожих нападів.
У 1437 році власником війтівства в Мостиськах був Пйотр Цебровський гербу Голобок..
21—24 травня 1441 року у місті відбувся генеральний сеймик Червоноруських земель, у якому брали участь, зокрема, єпископи Львівської архидієцезії РКЦ, кам'янецький єпископ Павел з Боянчиць..
У XV—XVII століттях місто не раз руйнували турки, татари, волохи, шведи. Жителі міста зазнавали соціального гніту. Їхнє становище погіршували стихійні лиха — повені, посухи, епідемії, а також голод. Міська біднота не мирилися зі своїм тяжким становищем: саме вона восени 1648 року допомогла військам Богдана Хмельницького зруйнувати міські укріплення, розгромити шляхетні двори.
У XVII столітті в місті налічувалось 16 цехів, у тому числі кравецький, ткацький, бляхарський, шевський, столярський, різницький, ковальський, кушнірський, пекарський та інші. Кожен цех торгував своїм товаром у будках. Предметом торгівлі були також велика рогата худоба, коні, свині, полотна, сіль, фрукти, овочі та збіжжя. Торгівля велася на ринковій площі.

### Австрія та Австро-Угорщина
1772 року, під час першого поділу Речі Посполитої, Галичину окупувала Австрійська імперія. Прихід нової влади позитивно вплинув на економічний і культурний розвиток міста. В цей період було створено відносно сприятливі умови для розвитку освіти і шкільництва. Наприкінці XIX — початку XX століть поширилася діяльність Української Національно-Демократичної Партії, завдяки якій в Мостиськах було утворено ряд українських організацій: кредитна спілка «Народний дім в Мостиськах», філії товариств: «Просвіта», «Сільський Господар».
Близькість Мостиськ до Перемиської фортеці позначилась на побуті його мешканців. Під час першої облоги Перемишля (кінець вересня — початок жовтня 1914 року) місто опустіло, так як мешканці, з міркувань власної безпеки, покинули свої домівки. До міста було стягнуто шестидюймові гармати, їх розмістили на головній вулиці. Як наслідок цієї війни, у Мостиськах знаходився цвинтар російських солдатів, який було знищено у 70-х роках місцевою владою в господарських цілях.

### 1914—1918 роки
3 березня 1918 року в місті відбулось «свято державності і миру» (віче) на підтримку дій уряду Української Народної Республіки, на якому були присутні близько 12 000 осіб..

### Західноукраїнська Народна Республіка
У листопаді 1918 року українці Мостиськ і прилеглих місцевостей захопили у тоді польсько-єврейському місті владу в свої руки. Однак ненадовго: в Мостиськах було утворено польське староство, а в Крукеничах — Мостиський повітовий комісаріат, який очолювали: директор кредитної спілки «Народний дім в Мостиськах» Степан Байдала (з 6 листопада 1918 р. до 14 лютого 1919 р.) і адвокат Любомир Данилович (з 14 лютого до 16 травня 1919 р.).

### Польський період
У польський період Мостиська опинилися в центрі уваги польської преси через убивство купчихи Шляфф з донькою у 1933 р..

### Радянські часи
Відповідно з пактом Ріббентропа — Молотова, підписаним 23 серпня 1939 року, Мостиська доєднунувались до  УРСР, а з 17 січня 1940 року — районним центром  Мостиського району Дрогобицької області.
Під час німецько-фашистської окупації євреї, які становили переважну більшість населення, були зігнані в гетто, а згодом знищені. У повоєнному населенні доля євреїв, історично досить велика, була мізерною.

### У Незалежній Україні
Восени 1994 року в місті відкритий пам'ятник Тарасові Шевченку, а також пам'ятний хрест полеглим борцям за волю України. У 1999 році жителі району урочисто відзначили 755-річчя Мостиськ.
У місті споруджено церкву Вознесіння Господнього громади УАПЦ.
У 2016 році, в ході децентралізації, Мостиська набула статусу адміністративного центру Мостиська міської громади.
27 серпня 2017 року в Мостиськах відбулось освячення храму УГКЦ Зіслання Святого Духа.

Краєвиди міста
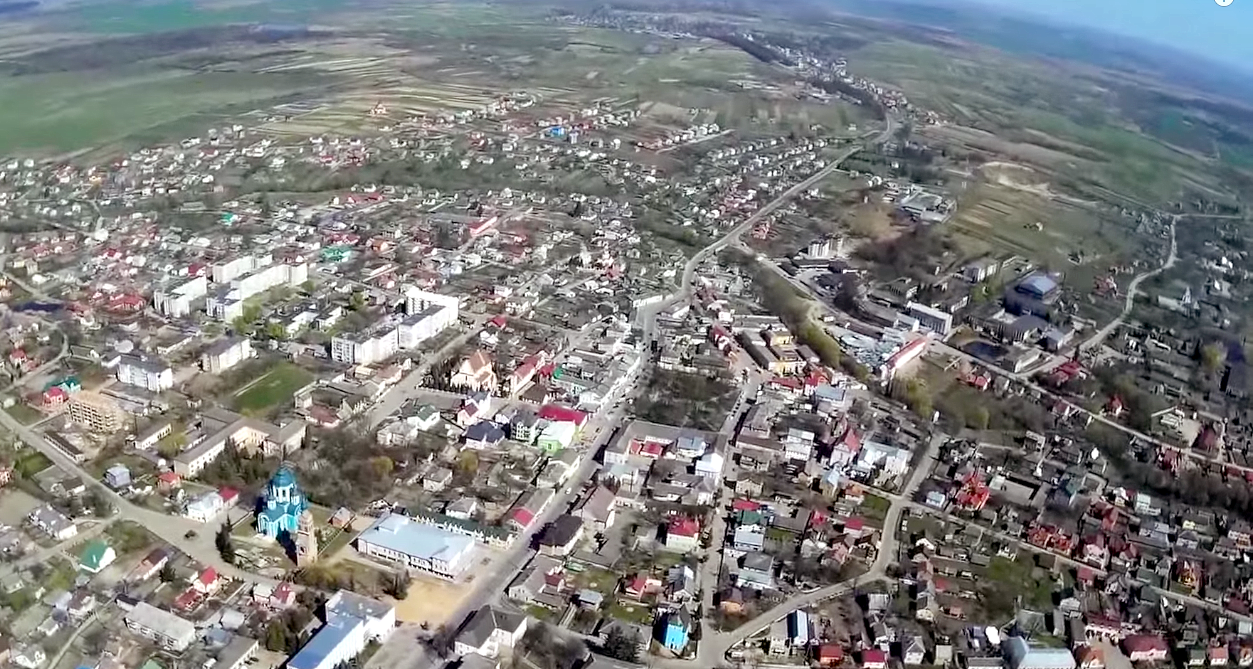
Аерознімання міста
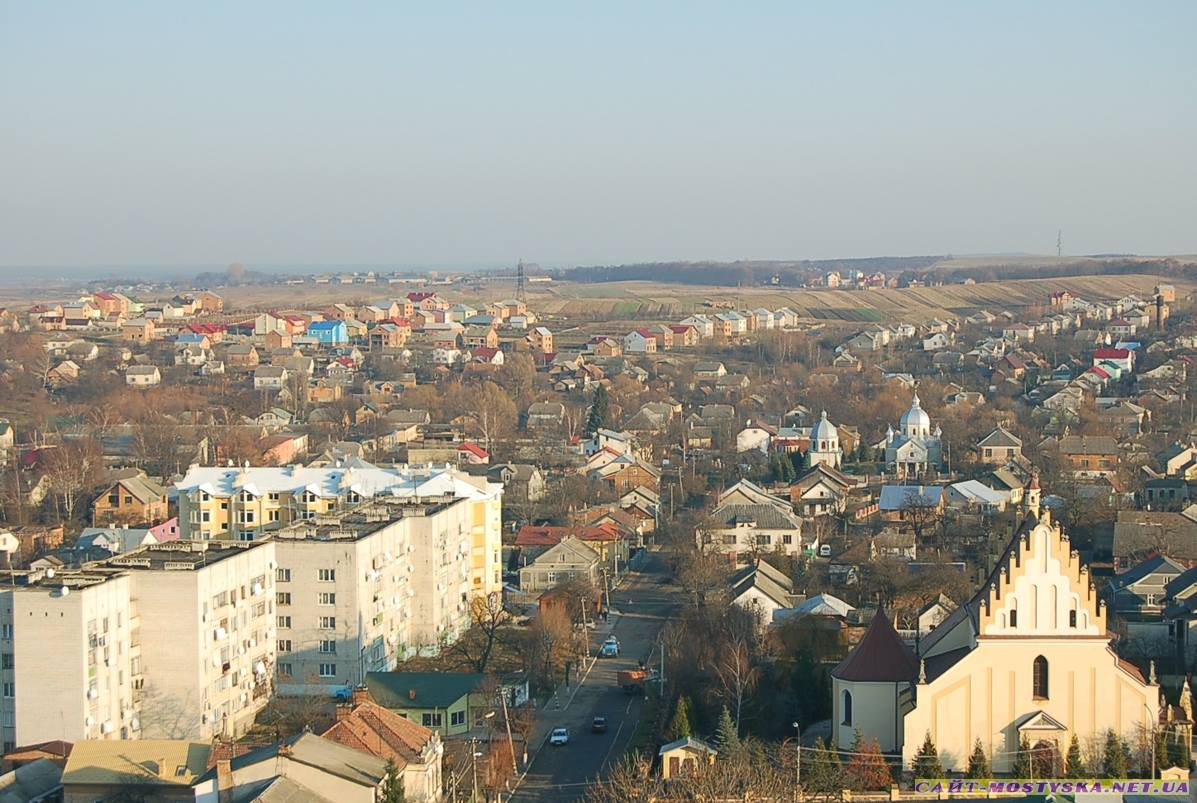
Місто з висоти пташиного польоту
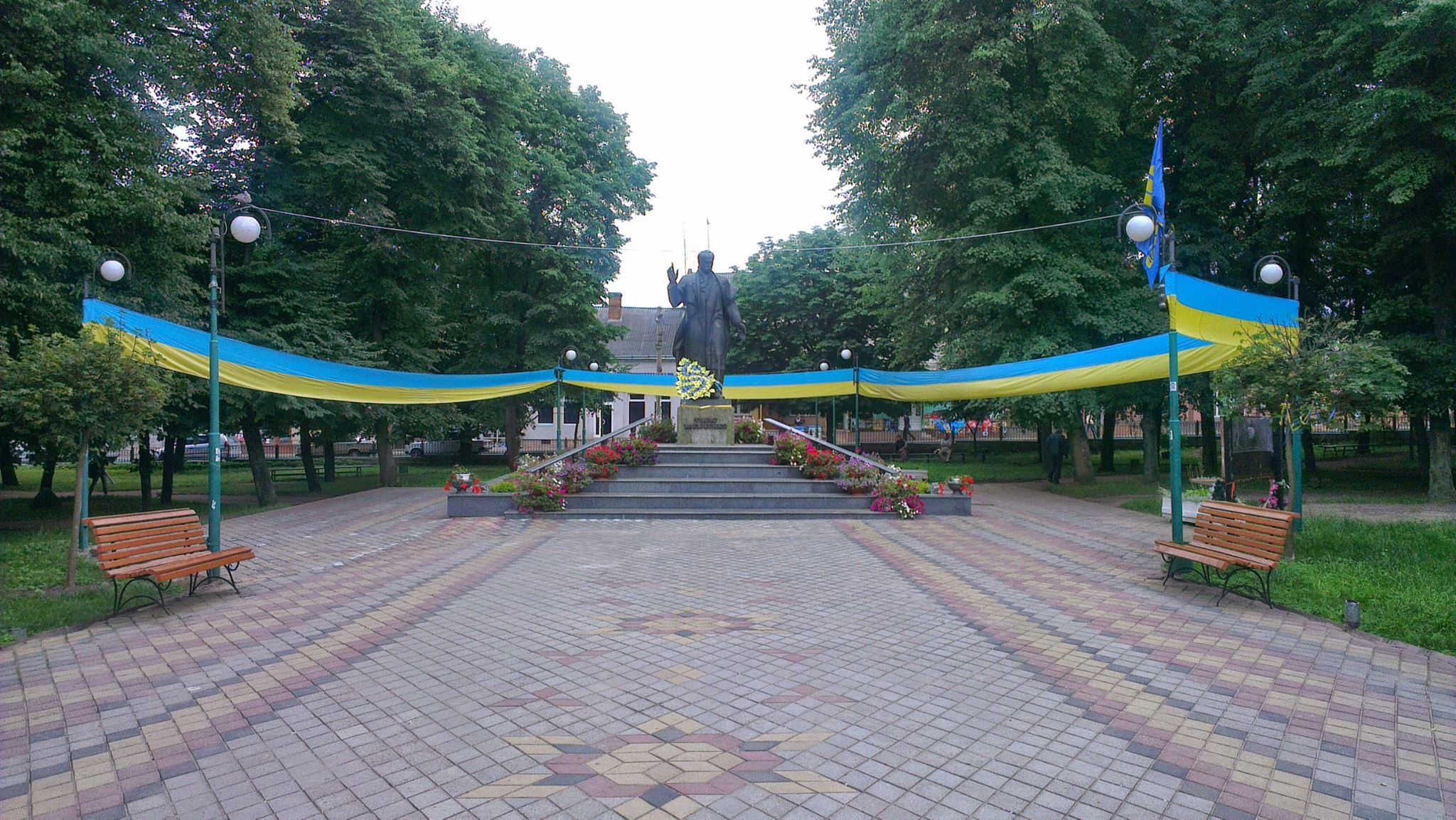
Пам'ятник Тарасові Шевченку на площі Ринок

19 липня 2020 року, в результаті адміністративно-територіальної реформи та ліквідації Мостиського району, місто увійшло до складу новоутвореного Яворівського району.

## Населення

### Національний склад
Розподіл населення за національністю за даними перепису 2001 року:
| Національність    | Відсоток |
| ----------------- | -------- |
| українці          | 79,32 %  |
| поляки            | 18,84 %  |
| росіяни           | 1,42 %   |
| білоруси          | 0,18 %   |
| інші / не вказали | 0,24 %   |

### Мова
Розподіл населення за рідною мовою за даними перепису 2001 року:
| Мова              | Кількість | Відсоток |
| ----------------- | --------- | -------- |
| українська        | 7285      | 80,56 %  |
| польська          | 1629      | 18,01 %  |
| російська         | 122       | 1,35 %   |
| білоруська        | 4         | 0,04 %   |
| інші / не вказали | 1         | 0,04 %   |
| Всього            | 9044      | 100 %    |

## Визначні пам'ятки архітектури

### Санктуарій Матері Божої Неустанної Помочі

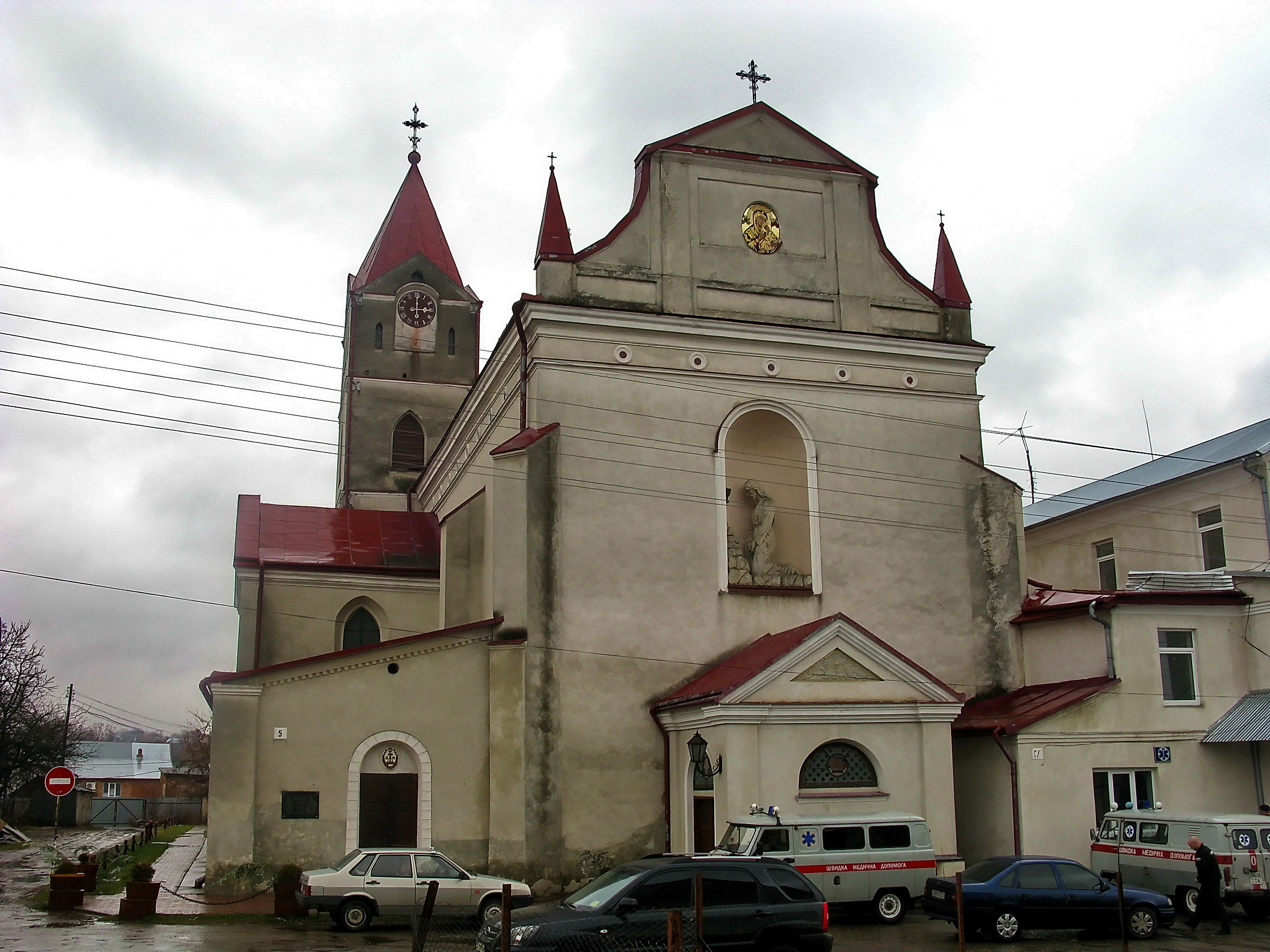
Санктуарій Матері Божої Неустанної Помочі

Споруджений у XVI ст на місті монастиря домініканів, заснованого королем Владиславом II Ягайлом на початку XV століття. Відомо, що у 1603 році мурований костел існував і вже тоді вважався дуже старим.
У 1631 році домініканці з Кракова передали до костелу мощі («реліквії») святих, а через два роки головний вівтар храму поповнився іконою (образом) святої Катерини. Наступна реконструкція храму відбулася у 1705 році, а наприкінці 1788 року австрійський уряд закрив святиню. Храм продали і невдовзі перетворили на сіносховище. Лише майже через 100 років храм знову викупила релігійна громада і провела в ньому ремонт. У 1879—1881 році весь комплекс колишнього домініканського монастиря передали ордену редемптористів, які прибули до Мостиськ з Англії. У 1880 році відбулося повторне освячення костелу і з того часу він працював, як філіальний. У 1883 році освятили вівтар Матері Божої Неустанної Допомоги, розмістивши в ньому чудотворну ікону з Риму, написану майстром Роденом і освячену папою Левом XIII. У 1902 році при переосвяченні храму надано новий титул «Святої Катерини та Матері Божої Неустанної Допомоги».

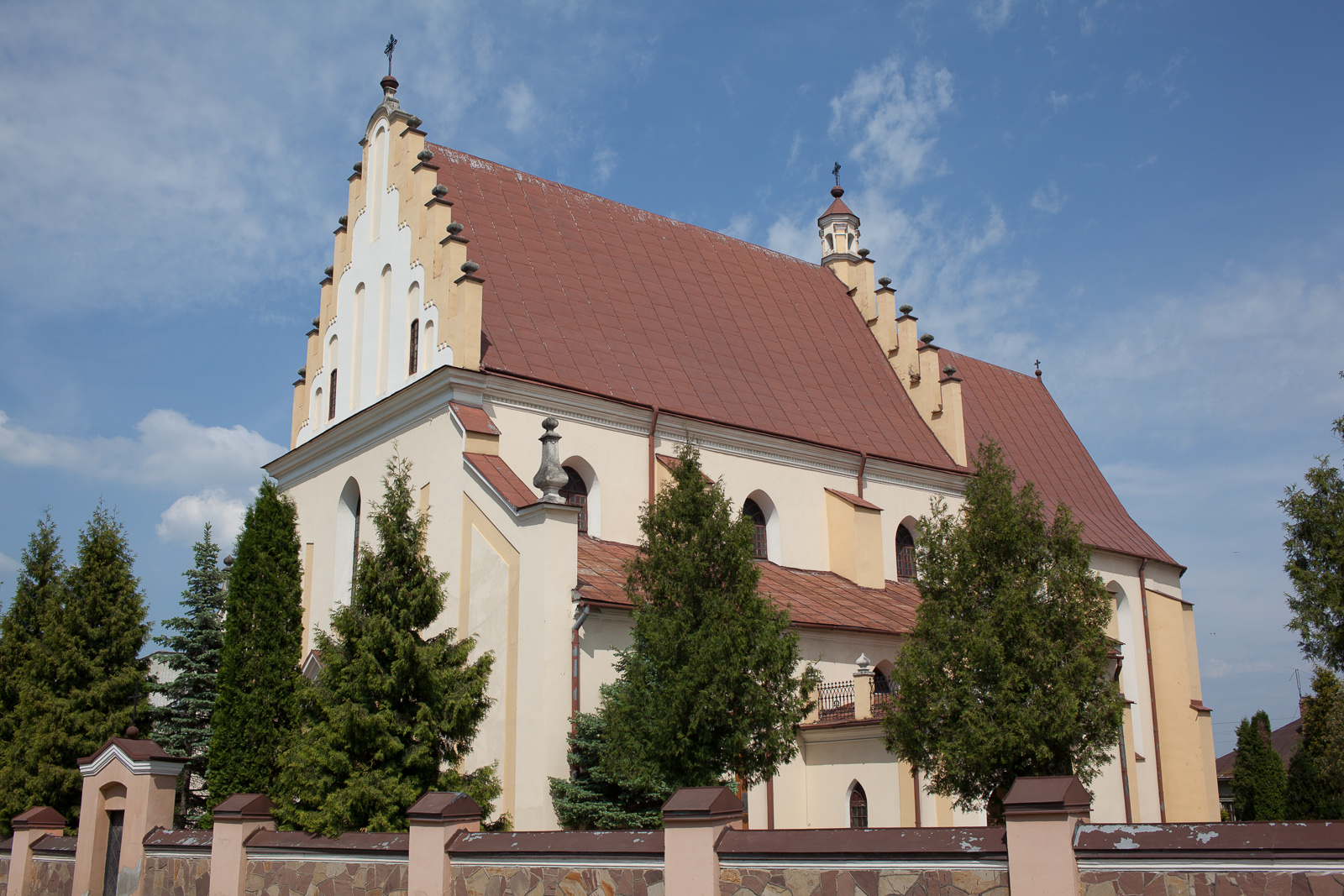
Костел Івана Хрестителя

Після Другої світової війни костел закрила радянська влада, а отці-редемптористи у 1946—1948 роках виїхали до Польщі, вивізши із собою до монастиря в Тухові чудотворний образ. Храм було повернено редемптористам і повторно освячено 1991 року. У 1996 році закінчили ремонт святині та повернули до неї з Польщі частину костельного майна, у тому числі й чудотворну ікону. У 2001 році її короновано папою Іваном Павлом II. Наступного року костел оголошено Санктуарієм Матері Божої Неустанної Допомоги.
Наприкінці 2014 року силами міської громади було відновлено годинник на вежі Санктуарію. Розробкою і виготовленням годинникового механізму займався львівський годинникар Олексій Бурнаєв.

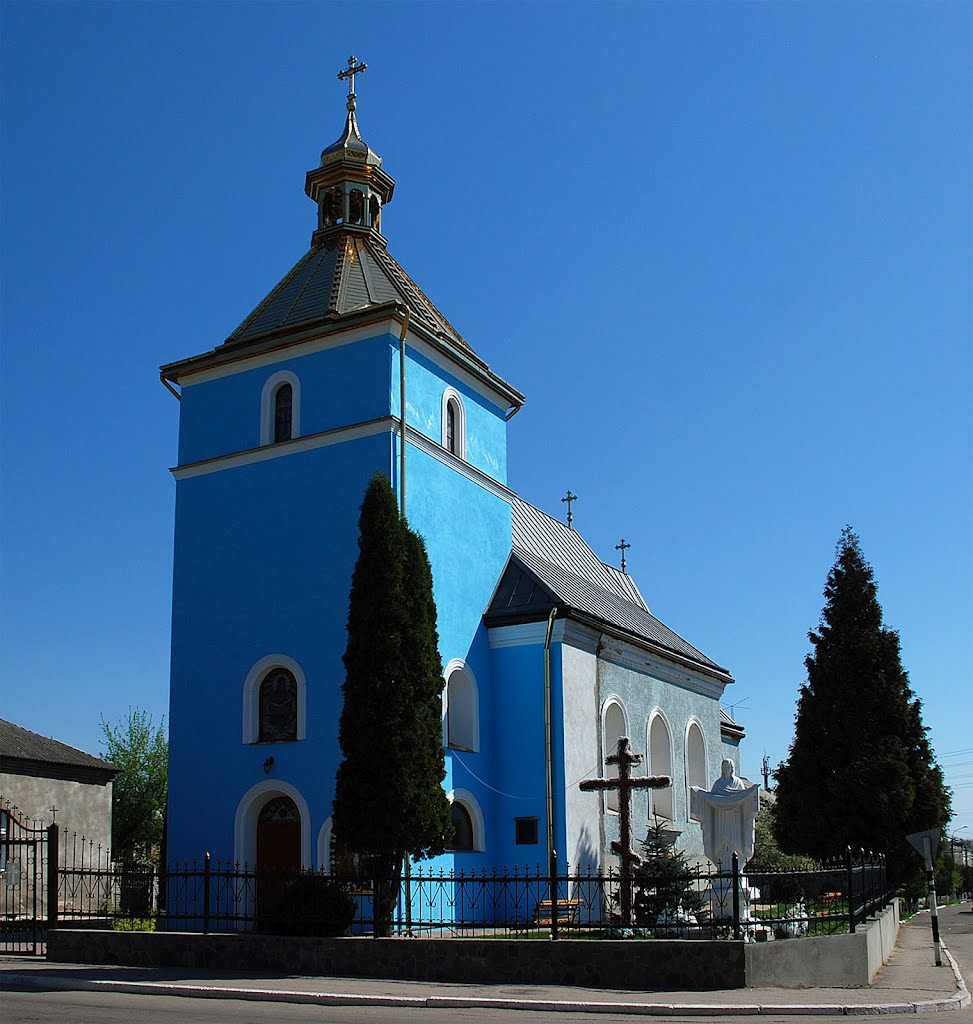
Церква Покрови Пресвятої Богородиці
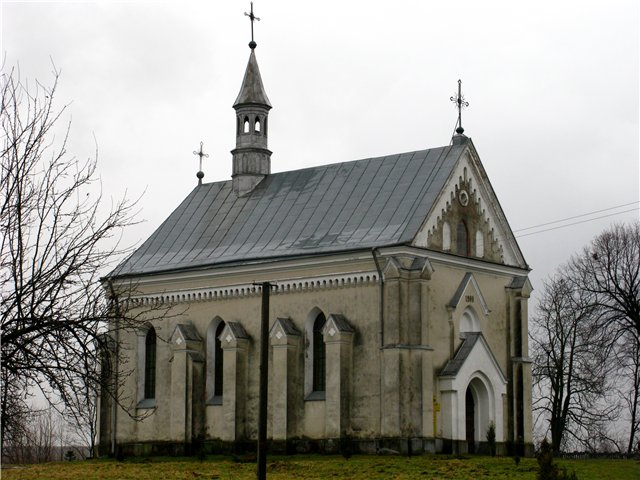
Костел св. Архангела Михаїла
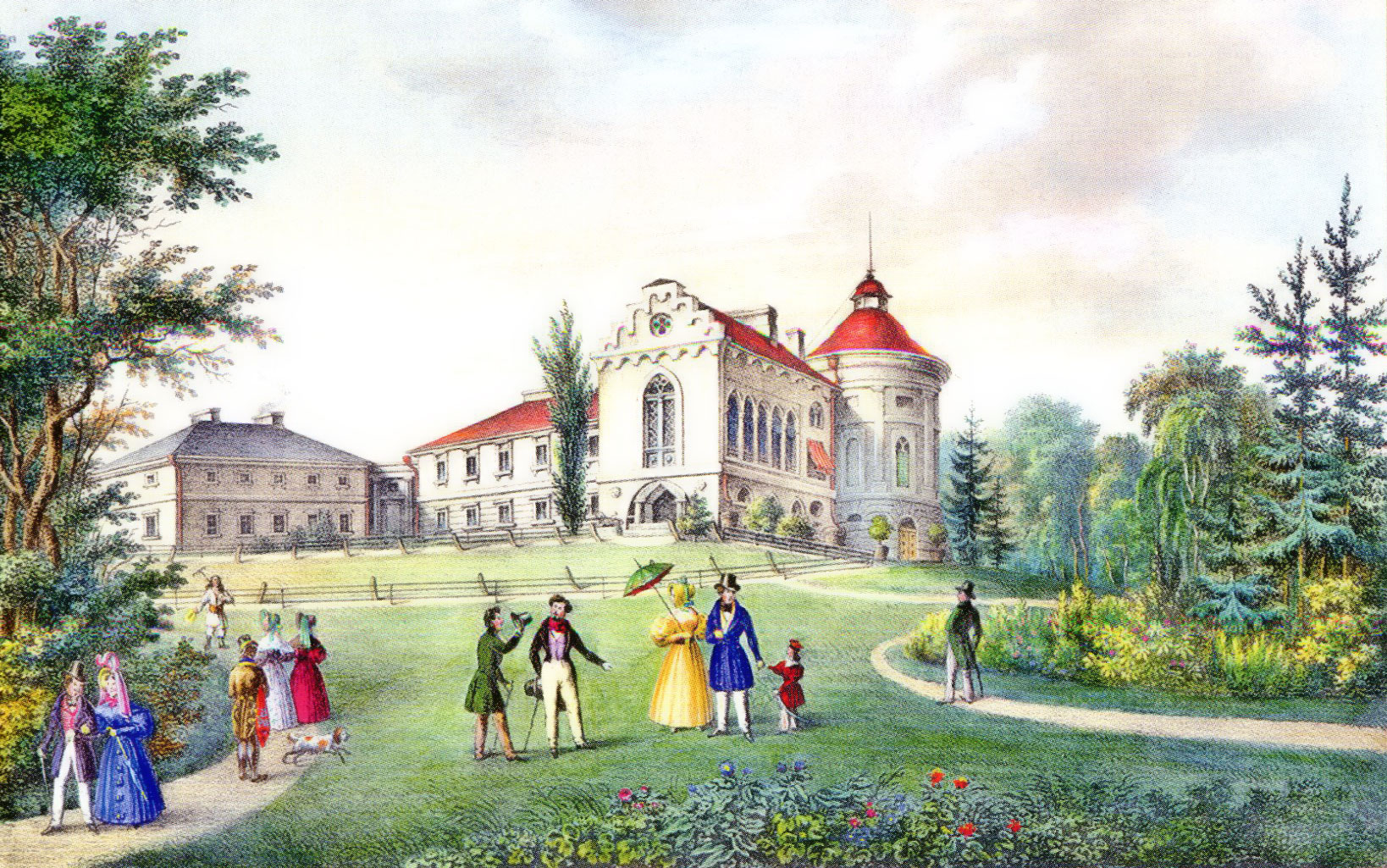
Кароль Ауер. Палац Страхоцького (початок XIX століття)

### Костел святого Івана Хрестителя
Збудований на початку XVII століття і освячений 8 січня 1604 року єпископом з Перемишля Мацеєм Пстроконським. Храм мав 5 вівтарів. Головним був вівтар з образом Божої Матері зі Св. Іваном Хрестителем і Станіславом роботи майстра Долабелле. Крім того, було 2 каплиці — Св. Анни і Христа Розп'ятого.
Храм зазнав суттєві пошкодження під час Визвольної війни у 1648 році. Підтримані місцевими селянами війська Богдана Хмельницького пограбували і підпалили костел. Після проведення ремонтних робіт наприкінці 50-х років XVII століття святиню повторно освятив Перемишльський єпископ Андрій Тшебицький. У 1722 році в костелі з'явилися два нових вівтарі. Відновлення храму у 1913—1919 роках провів парох Альфред Білогловський. Протягом 1927—1929 років збудовано новий парафіальний будинок, а у 1933 році відреставровано головний вівтар.
Костел був діючим і за радянських часів. Наприкінці 1970-х років з храму був прибраний неоготичний головний вівтар, який замінили вівтарем з костелу у Старому Самборі. Вже у незалежній Україні його замінили вівтарем ХІХ століття з костелу села Мильчиці, перетвореного на церкву. У вівтарі знаходиться фігура Івана Хрестителя з його батьками по боках. Крім того, у храмі знаходяться ще 2 бічні вівтарі початку XX століття — Серця Ісуса Христа, Діви Марії, Святого Антонія та вівтар Пресвятої Трійці. Нині є одним з найвражаючих костелів Львівщини, як і раніше, обнесено муром. Тимпан фронтону вінчає «всевидяще око».

### Церква святої Покрови
Збудована у 1636 році як філіальна каплиця Відвідання Єлизавети Пресвятою Дівою Марією. Під час правління австрійського імператора Йосифа II її було передано греко-католицькій громаді, у 1804 році проведено ремонт. По Другій світовій війні в храмі знаходилася парафія російської православної церкви, а після здобуття незалежності України колишній костел (нині — церкву святої Покрови, передано Українській православній церкві Київського патріархату).

### Костел святого Архангела Михаїла
Будівництво храму розпочато у 1898 році зусиллями мостиського препозита Альфреда Бялогловського та професора теології Івана Лабуди, уродженця Мостиськ. У вересні 1900 року новозбудований храм освятив Перемишльський єпископ Йосиф Себастьян Пельчар. Тоді ж було споруджено головний бароковий вівтар Святого Архангела Михаїла. У 1907 році в костелі встановили бічний неоготичний вівтар Пресвятого Серця Господа Ісуса (нині знаходиться в костелі в Крукеничах).
Під час бойових дій Першої світової війни костел зазнав пошкоджень. По закінченню війни, у 1920-х роках, храм передано сестрам-юзефіткам, які заклали у Закостіллі монастир і відкрили виховний заклад для дітей. Монастир разом із храмом закрито були закриті радянською владою у 1948 році і повернуто вірянам у 1989 році.

### Палац Антонія Страхоцького
Виконання палацу приписується архітектору Фридерикові Бауману. У 1825 році Антоній Страхоцький розпочав будівництво палацу у Рудниках. Палац у романтичному стилі своєю баштою-ротондою нагадував оборонний замок і містив елементи готики на західному фасаді. Після смерті Антонія Страхоцького маєток перейшов до графа Борковського, згодом — до графа Холонєвського. Перед Першою світовою війною Рудниками володів Ланцютський банк. Під час війни резиденція постраждала, але була відбудована. Після Другої світової в палац переїхала школа, яка знаходиться тут і понині.

## Культура

### Міська бібліотека
В місті функціонує міська бібліотека площею понад 410 м² з великим читальним залом, бібліотечним фондом 40 тис. примірників книг. При бібліотеці для людей похилого віку працює клуб «Надвечір'я», яким керує Софія Василівна Гринько — , заслужений працівник культури України. Дітей шкільного віку обслуговує районна бібліотека для дітей з бібліотечним фондом 25 тис. примірників книг.

### Міський народний дім
У міському народному домі проводяться усі урочистості, культурно-освітні заходи, концерти й вистави. Тут працюють і тішать глядачів своєю творчістю такі народні колективи як: 
- Народний ансамбль народної пісні та музики «Троїсті музики»;
- Народний драматичний театр «Ми»,
- Народна хорова капела;
- Народний оркестр народних інструментів;
- Зразковий дитячий ансамбль бального танцю «Рондо».

Також проводять свої заняття танцювальний ансамбль «Веселі галичанки», дитячий танцювальний колектив «Сузір'я», дитяча театральна студія, студія брейк-дансу «Street masters», оздоровча група «Шейпінг-клас».

### Народний історико-краєзнавчий музей «Мостищина»
Музей відкрито 1995 року. Площа 133 кв. м. Фонди налічують 1855 одиниць збережень. Музей займає п'ять кімнат у колишньому будинку Омеляна Лебедовича, лікаря, громадського діяча, видатного просвітянина, який 1944 року емігрував до Німеччини. В експозиції першої кімнати — пам'ятки археології. У другій — експозиція про діячів легіону Українських Січових Стрільців Галичини, національно-визвольні змагання у краї. У центральній кімнаті представлено старовинні меблі, речі, картини, 300 книжок рідкісних видань, зброя та інші. Дуже великий внесок у створення та розвиток музейної справи вніс Іван Саган, який був першим директором музею, істориком та краєзнавцем.

## Заклади освіти
В місті існує три середні загальноосвітні школи І—ІІІ ступенів та основна школа, яка розташована в передмісті Рудники.

## Засоби масової інформації
Районна газета «Наш край» — заснована Мостиською районною радою і колективом редакції, була єдиним друкованим часописом, яке видавалось на теренах колишнього Мостиського району. Онлайн-ЗМІ представлені створеним у 2005 році виданням «Портал міста Мостиська».

## Транспорт
Мостиська розташована на перетині автошляхів М11 та Т 1415 і, як наслідок, існує зручне автобусне сполучення з обласним центром та районним центром та найближчими містами Самбором, Дрогобичем тощо.
Станція Мостиська I відкрита 4 листопада 1861 року, одночасно з відкриттям першої галицької залізниці Львів — Перемишль. Спочатку мала назву Мостиська, а вже після відкриття у 1950 році станції Мостиська II має сучасну назву. Приміське залізничне сполучення здійснюється за напрямком Львів — Мостиська II та у зворотному напрямку.

Залізничні станції
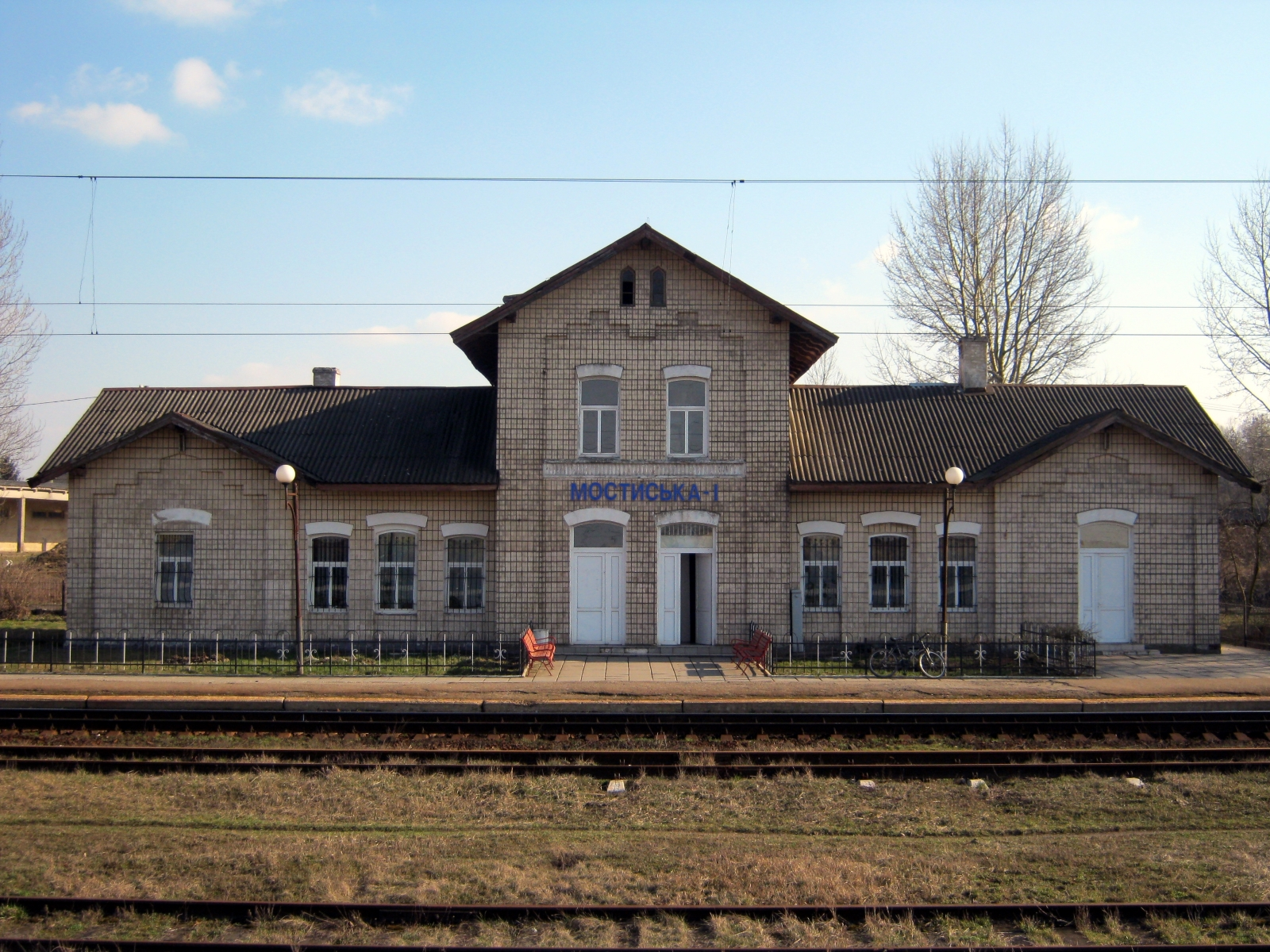
Вокзал станції Мостиська I
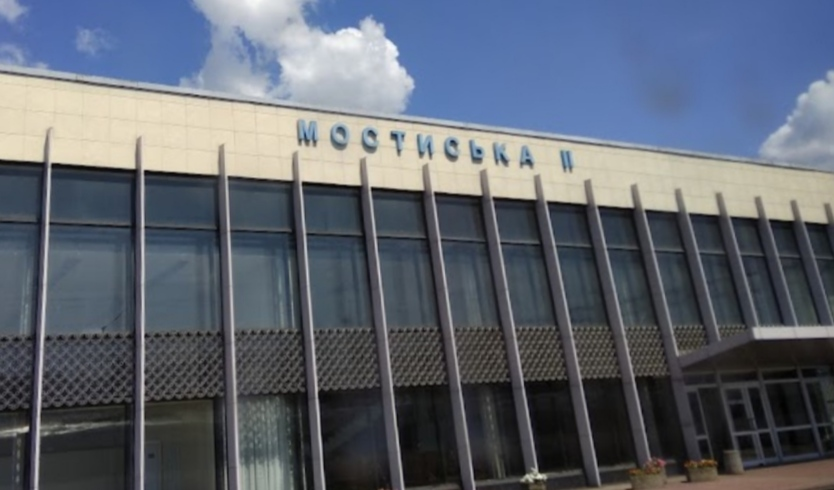
Вокзал станції Мостиська II

## Пам'ятники
- Степану Бандері (камінь), скульптор — Олександр Гавюк.
- Тарасові Григорійовичу Шевченку
- Богдану Хмельницькому.
- Пам'ятний хрест полеглим борцям за волю України.

## Відомі особи

### Уродженці міста
- Олекса Балабух — селянин, обраний послом до Галицького сейму 1861 року.
- Ірена Грех (нар. 1959) — оперно-камерна та естрадна співачка, заслужена артистка України.
- Миколай з Мостиськ — монах-домініканець, письменник-мораліст
- о. Франц Рабій — український греко-католицький священик і громадський діяч.
- Мирослав Турко — польський і радянський український футболіст.
- Юзеф Кисілевський — польський письменник.
- Ян Тоболька — видатний учений-економіст.
- Ян Щепаник — польський винахідник, автор сотень патентів і більш як 50 винаходів, частина з яких — в галузі фільмування, телебачення і фотографії — використовуються і донині. За багатогранність і плідність діяльності прозваний «польським Едісоном» і «Галицинським генієм»
- Едвард Кава — єпископ Римо-католицької Церкви.

### Пов'язані з Мостиськами
- Беата Стадницька — доброчинниця монастиря домініканців у Мостиськах[12].
- Кшиштоф Запальський — професор Замойської академії.
- Матвій Мостиський — професор Краківського університету.
- Якуб Мостиський — професор Краківського університету.
- Анджей Максиміліан Фредро (з околиць Мостиськ) — найвизначніший філософ і економіст Польщі XVII століття.

### Перебувала
- Анна Могила — опікунка православного братства у місті, фундаторка церкви Святого Юра.

### Мостиські старости
- Ян Островський гербу Гриф — чоловік Аполлонії з Ходоровських, доньки Павла[13].
- Рафал Лещинський — староста корсунський, батько короля Речі Посполитої Станіслава[14].

### Парламентські посли від Мостиськ
- доктор Захар Скварко — український правник, громадський діяч, посол Галицького сейму 9-го скликання[15].

### Померли в місті
- Леонтій Куницький — український галицький церковний і політичний діяч, доктор богослов'я (1904), член НТШ (1934), прелат, крилошанин капітули Львівської Греко-Католицької митрополії.
- Іван Саган — український історик, краєзнавець перекладач, журналіст.